# Toujours plus loin
Pour plus de détails, voir Fiche technique et Distribution.
Toujours plus loin (Tarahumara) est un film mexicain réalisé par Luis Alcoriza, sorti en 1965.

## Synopsis
Un employé de la Commission nationale pour le développement des peuples indigènes doit faire face à la corruption des propriétaires terriens et des politiciens alors qu'il veut aider les natifs Tarahumara à protéger leurs terres.

## Fiche technique
- Titre : Toujours plus loin
- Titre original : Tarahumara
- Réalisation : Luis Alcoriza
- Scénario : Luis Alcoriza
- Musique : Raúl Lavista
- Photographie : Rosalío Solano
- Montage : Carlos Savage
- Production : Antonio Matouk
- Société de production : Producciones Matouk
- Pays :  Mexique
- Genre : Drame
- Durée : 105 minutes
- Dates de sortie : 
  -  Mexique : 9 septembre 1965

## Distribution
- Ignacio López Tarso : Raúl
- Jaime Fernández : Corachi
- Aurora Clavel : Belén
- Eric del Castillo : Tomás
- Alfonso Mejía : Roniali
- Pancho Córdova : Don Celedonio
- Carlos Nieto : Pedro
- Regino Herrera : Viejo Muracá
- Luis Aragón : Don Rogelio
- Álvaro Ortiz : Doctor
- Berta Castillón : Nori
- Enrique Lucero (es) : Brujo Owiruane

## Distinctions
Le film a été présenté en sélection officielle en compétition au Festival de Cannes 1965.